# HD 204313 b
HD 204313 b (بالإنجليزية: HD 204313 b)‏ الذي يرمز له بالرمز HD 204313b، هو كوكب خارج المجموعة الشمسية، في كوكبة الجدي (كوكبة)، يتبع HD 204313 ‏.

## الاكتشاف
اكتشف في 11 أغسطس 2009، وكانت طريقة الاكتشاف Doppler spectroscopy.